# Anna Maria von Brandenburg-Ansbach

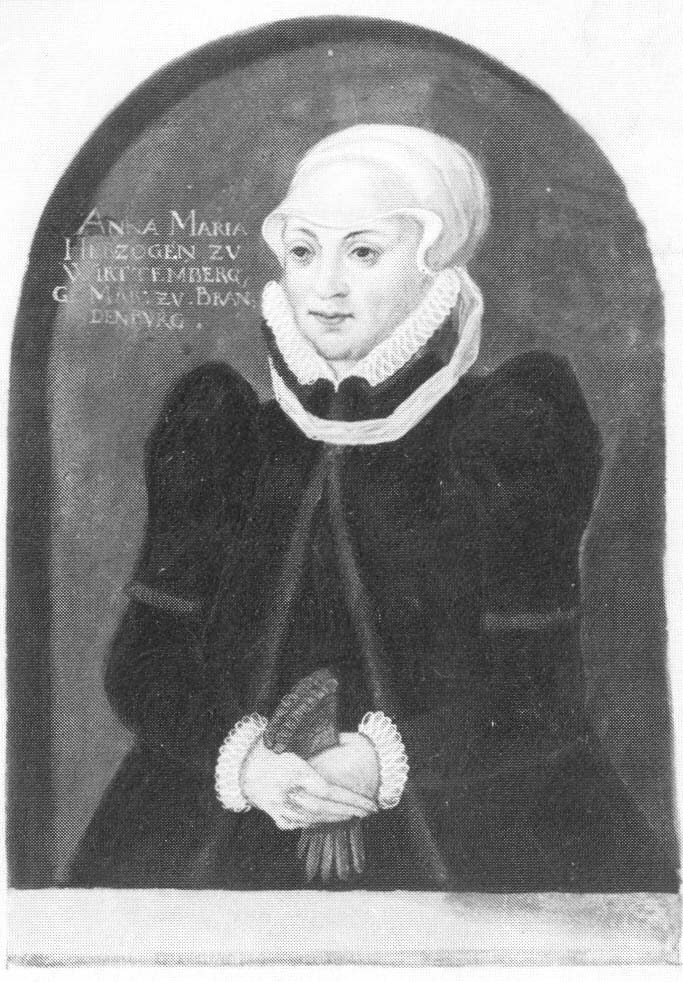
Anna Maria von Brandenburg-Ansbach

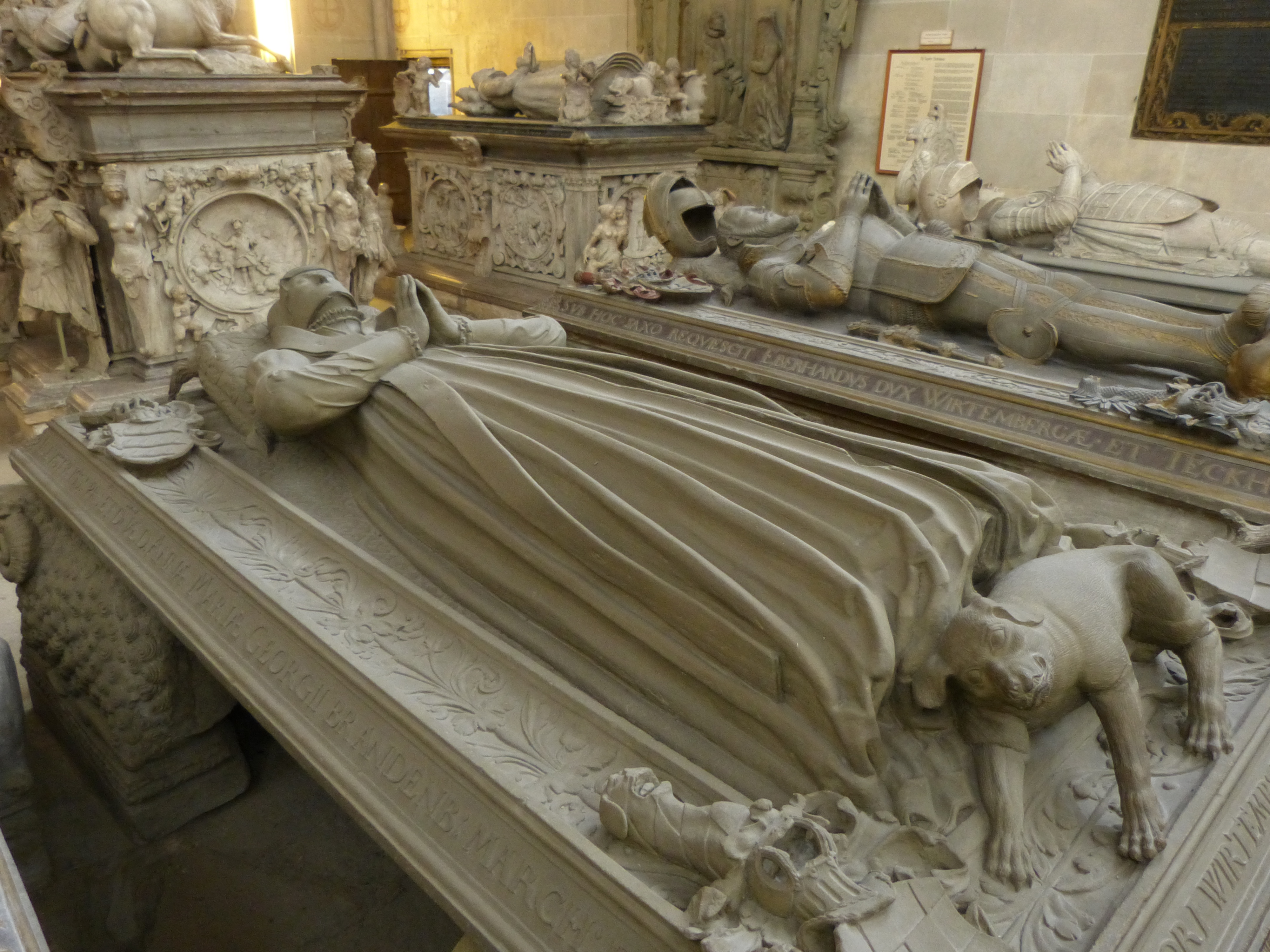
Grabmal der Anna Maria von Brandenburg-Ansbach in der Stiftskirche Tübingen

Anna Maria von Brandenburg-Ansbach (* 28. Dezember 1526 in Jägerndorf; † 20. Mai 1589 in Nürtingen) war eine Prinzessin von Brandenburg-Ansbach und durch Heirat Herzogin von Württemberg.

## Leben
Anna Maria war die älteste Tochter des Markgrafen Georg von Brandenburg-Ansbach (1484–1543) aus dessen zweiter Ehe mit Hedwig (1508–1531), Tochter Herzog Karls I. von Münsterberg. Anna Maria wurde im lutherischen Glauben erzogen.
Sie heiratete am 24. Februar 1544 in Ansbach den nachmaligen Herzog Christoph von Württemberg (1515–1568). Die Ehe war auf Vermittlung des Vaters von Christoph, Herzog Ulrich von Württemberg zustande gekommen. Die Ehe mit der Protestantin festigte Christophs konfessionelle Position. Anna Maria wirkte haushälterisch und sparsam. Ihr oblag die Verwaltung der Hofapotheke, woraus sie Notleidende kostenfrei versorgte.
Nach dem Tod ihres Mannes verfiel sie in Schwermut und verbrachte ihre 20 Jahre andauernde Witwenzeit in nahezu geistiger Umnachtung auf ihrem Witwensitz, dem Nürtinger Schloss. Als 45-Jährige verliebte sie sich in den halb so alten Landgrafen Georg von Hessen-Darmstadt, der später ihr Schwiegersohn wurde. Schließlich wurde sie als Geisteskranke unter Bewachung gestellt. Sie wurde in der Stiftskirche zu St. Georg in Tübingen bestattet.

## Nachkommen
Aus ihrer Ehe hatte Anna Maria folgende Kinder:
- Eberhard (1545–1568), Erbprinz von Württemberg
- Hedwig (1547–1590)

⚭ 1563 Landgraf Ludwig IV. von Hessen-Marburg (1537–1604)
- Elisabeth (1548–1592)

⚭ 1. 1568 Graf Georg Ernst von Henneberg-Schleusingen (1511–1583)
⚭ 2. 1586 Pfalzgraf Georg Gustav von Veldenz-Lauterecken (1564–1634)
- Sabina (1549–1581)

⚭ 1566 Landgraf Wilhelm IV. von Hessen-Kassel (1532–1592)
- Emilie (1550–1589)

⚭ 1578 Pfalzgraf Reichard von Simmern (1521–1598)
- Eleonore (1552–1618)

⚭ 1. 1571 Fürst Joachim Ernst I. von Anhalt (1536–1586)
⚭ 2. 1589 Landgraf Georg I. von Hessen-Darmstadt (1547–1596)
- Ludwig der Fromme (1554–1593), Herzog von Württemberg

⚭ 1. 1575 Prinzessin Dorothea Ursula von Baden-Durlach (1559–1583)
⚭ 2. 1585 Pfalzgräfin Ursula von Veldenz (1572–1635)
- Maximilian (1556–1557)
- Ulrich (*/† 1558)
- Dorothea Maria (1559–1639)

⚭ 1582 Pfalzgraf Otto Heinrich von Sulzbach (1556–1604)
- Anna (1561–1616)

⚭ 1. 1582 Herzog Johann Georg von Liegnitz (1552–1592)
⚭ 2. 1594 Herzog Friedrich IV. von Liegnitz (1552–1596)
- Sophie (1563–1590)

⚭ 1583 Herzog Friedrich Wilhelm I. von Sachsen-Weimar (1562–1602)